# Silurus mento
Silurus mento és una espècie de peix de la família dels silúrids i de l'ordre dels siluriformes. És un endemisme del llac Dianchi Yunnan (Xina).